# Òscar Ordeig i Molist
Òscar Ordeig i Molist (Vic, 14 de març de 1978) és el conseller d’Agricultura, Ramaderia, Pesca i Alimentació del Govern de la Generalitat de Catalunya. Actualment, continua exercint com a diputat al Parlament de Catalunya pel PSC. Ha desenvolupat el seu projecte vital a la Seu d'Urgell des de l'any 2000, amb molta implicació en les associacions socials, culturals i esportives. Casat i pare de tres fills.
De formació, és economista, doctor en Administració i Direcció d'Empreses per la UPC i llicenciat en CAFE. Té dos màsters en Administració d'Empreses (MBA) i en Fiscalitat.

## Trajectòria
Inicià la seva carrera política el 2007 com a regidor a l'Ajuntament de la Seu d'Urgell. A les eleccions municipals del 2011 encapçalà el grup de Progrés i esdevingué cap de l'oposició d'aquest ajuntament. L'any 2019 guanyà les eleccions municipals al capdavant de la plataforma ciutadana Compromís x la Seu. Entre el 2007 i el 2014 també va ser conseller comarcal.
L'any 2012 Ordeig ocupà el segon lloc a la llista del PSC a les eleccions autonòmiques del 25 de novembre de 2012, encapçalada per Àngel Ros, i dos anys després entrà com diputat al Parlament de Catalunya en substitució d'Àngel Ros, que va renunciar a l'escó el 15 de gener per evitar trencar la disciplina de vot pel que fa al traspàs de competències perquè Catalunya pogués celebrar referèndums. Ordeig també ha encapçalat les llistes socialistes per la circumscripció de Lleida a les eleccions autonòmiques des de l'any 2015.
Òscar Ordeig també ocupa càrrecs orgànics dins l’organització socialista. Actualment, és membre de l’Executiva nacional iprimer secretari de la Federació del PSC de les Comarques de Lleida, Pirineu i Aran 
El 12 de maig de 2024 es van celebrar les eleccions autonòmiques a Catalunya en les quals va sortir vencedor el PSC de Salvador Illa, que formaria un govern en solitari. El 12 d’agost de 2024, Ordeig va prendre possessió com a conseller d’Agricultura, Ramaderia, Pesca i Alimentació del Govern de la Generalitat de Catalunya.